# Wolfgang Nowak (Wissenschaftler)
1. WEITERLEITUNG Wolfgang Nowak (Ingenieurwissenschaftler)